# WTA Tour 1993
Il WTA Tour 1993 è iniziato il 4 gennaio con il Queensland Open e si è concluso il 21 novembre con la finale del WTA Tour Championships.
Il WTA Tour è una serie di tornei femminili di tennis 
organizzati dalla WTA. Questa include i tornei del Grande Slam (organizzati in collaborazione con la International Tennis Federation (ITF)), il WTA Tour Championships e i tornei delle categorie Tier I, Tier II, Tier III e Tier IV.

## Gennaio
| Settimana              | Torneo                                                                              | Categoria   | Vincitrici                                | Finaliste                      | Semifinaliste                             | Eliminate ai quarti                                                  |
| ---------------------- | ----------------------------------------------------------------------------------- | ----------- | ----------------------------------------- | ------------------------------ | ----------------------------------------- | -------------------------------------------------------------------- |
| 4 gennaio              | Queensland Open 1993 Brisbane, Australia Singolare - Doppio                         | Tier III    | Conchita Martínez 6-3, 6-4                | Magdalena Maleeva              | Michelle Jaggard-Lai Wang Shi-ting        | Angélica Gavaldón Noëlle van Lottum Florencia Labat Rachel McQuillan |
| 4 gennaio              | Queensland Open 1993 Brisbane, Australia Singolare - Doppio                         | Tier III    | Conchita Martínez Larisa Neiland 6-2, 6-2 | Shannan McCarthy Kimberly Po   | Michelle Jaggard-Lai Wang Shi-ting        | Angélica Gavaldón Noëlle van Lottum Florencia Labat Rachel McQuillan |
| 11 gennaio             | Sunsmart Victorian Open 1993 Melbourne, Australia Singolare - Doppio                | Tier IV     | Amanda Coetzer 6-2, 6-3                   | Naoko Sawamatsu                | Louise Field Linda Wild                   | Alexandra Fusai Larisa Neiland Debbie Graham Nicole Bradtke          |
| 11 gennaio             | Sunsmart Victorian Open 1993 Melbourne, Australia Singolare - Doppio                | Tier IV     | Nicole Bradtke Nathalie Tauziat 6-2, 6-2  | Cammy MacGregor Shaun Stafford | Louise Field Linda Wild                   | Alexandra Fusai Larisa Neiland Debbie Graham Nicole Bradtke          |
| 11 gennaio             | New South Wales Open 1993 Sydney, Australia Cemento Singolare - Doppio              | Tier II     | Jennifer Capriati 6-1, 6-4                | Anke Huber                     | Gabriela Sabatini Amy Frazier             | Barbara Rittner Pam Shriver Tami Whitlinger Arantxa Sánchez Vicario  |
| 11 gennaio             | New South Wales Open 1993 Sydney, Australia Cemento Singolare - Doppio              | Tier II     | Pam Shriver Elizabeth Smylie 7-6 6-2      | Lori McNeil Rennae Stubbs      | Gabriela Sabatini Amy Frazier             | Barbara Rittner Pam Shriver Tami Whitlinger Arantxa Sánchez Vicario  |
| 18 gennaio 2 settimane | Australian Open 1993 Melbourne, Australia Cemento Singolare - Doppio - Doppio misto | Grande Slam | Monica Seles 4-6, 6-3, 6-2                | Steffi Graf                    | Gabriela Sabatini Arantxa Sánchez Vicario | Julie Halard Mary Pierce Mary Joe Fernández Jennifer Capriati        |
| 18 gennaio 2 settimane | Australian Open 1993 Melbourne, Australia Cemento Singolare - Doppio - Doppio misto | Grande Slam | Gigi Fernández Nataša Zvereva 6-4, 6-3    | Pam Shriver Elizabeth Smylie   | Gabriela Sabatini Arantxa Sánchez Vicario | Julie Halard Mary Pierce Mary Joe Fernández Jennifer Capriati        |

## Febbraio
| Settimana   | Torneo                                                                                    | Categoria | Vincitrici                                 | Finaliste                                   | Semifinaliste                             | Eliminate ai quarti                                                   |
| ----------- | ----------------------------------------------------------------------------------------- | --------- | ------------------------------------------ | ------------------------------------------- | ----------------------------------------- | --------------------------------------------------------------------- |
| 1º febbraio | ASB Classic 1993 Auckland, Nuova Zelanda Cemento Singolare - Doppio                       | Tier IV   | Elna Reinach 6-0, 6-0                      | Caroline Kuhlman                            | Inés Gorrochategui Karin Kschwendt        | Clare Wood Ginger Helgeson Angela Kerek Andrea Strnadová              |
| 1º febbraio | ASB Classic 1993 Auckland, Nuova Zelanda Cemento Singolare - Doppio                       | Tier IV   | Isabelle Demongeot Elna Reinach 6-2, 6-4   | Jill Hetherington Kathy Rinaldi             | Inés Gorrochategui Karin Kschwendt        | Clare Wood Ginger Helgeson Angela Kerek Andrea Strnadová              |
| 2 febbraio  | Toray Pan Pacific Open 1993 Tokyo, Giappone Sintetico (indoor) Singolare - Doppio         | Tier I    | Martina Navrátilová 6-2, 6-2               | Larisa Neiland                              | Steffi Graf Jana Novotná                  | Yone Kamio Nathalie Tauziat Pam Shriver Rika Hiraki                   |
| 2 febbraio  | Toray Pan Pacific Open 1993 Tokyo, Giappone Sintetico (indoor) Singolare - Doppio         | Tier I    | Martina Navrátilová Helena Suková 6-2, 6-4 | Lori McNeil Rennae Stubbs                   | Steffi Graf Jana Novotná                  | Yone Kamio Nathalie Tauziat Pam Shriver Rika Hiraki                   |
| 8 febbraio  | Ameritech Cup 1993 Chicago, USA Sintetico indoor Singolare - Doppio                       | Tier II   | Monica Seles 3-6, 6-2, 6-1                 | Martina Navrátilová                         | Mary Joe Fernández Katerina Maleeva       | Brenda Schultz Iva Majoli Pam Shriver Zina Garrison                   |
| 8 febbraio  | Ameritech Cup 1993 Chicago, USA Sintetico indoor Singolare - Doppio                       | Tier II   | Katrina Adams Zina Garrison 7-6, 6-3       | Amy Frazier Kimberly Po                     | Mary Joe Fernández Katerina Maleeva       | Brenda Schultz Iva Majoli Pam Shriver Zina Garrison                   |
| 8 febbraio  | Asian Open 1993 Osaka, Giappone Sintetico (indoor) Singolare - Doppio                     | Tier III  | Jana Novotná 6-3, 6-2                      | Kimiko Date                                 | Pascale Paradis-Mangon Laura Gildemeister | Wang Shi-ting Misumi Miyauchi Magdalena Maleeva Elizabeth Smylie      |
| 8 febbraio  | Asian Open 1993 Osaka, Giappone Sintetico (indoor) Singolare - Doppio                     | Tier III  | Larisa Neiland Jana Novotná 6-1, 6-3       | Magdalena Maleeva Manuela Maleeva-Fragniere | Pascale Paradis-Mangon Laura Gildemeister | Wang Shi-ting Misumi Miyauchi Magdalena Maleeva Elizabeth Smylie      |
| 15 febbraio | IGA U.S. Indoor Championships 1993 Oklahoma City, USA Cemento (indoor) Singolare - Doppio | Tier III  | Zina Garrison 6-2, 6-2                     | Patty Fendick                               | Nicole Bradtke Tami Whitlinger            | Linda Wild Meredith McGrath Angélica Gavaldón Linda Ferrando          |
| 15 febbraio | IGA U.S. Indoor Championships 1993 Oklahoma City, USA Cemento (indoor) Singolare - Doppio | Tier III  | Patty Fendick Zina Garrison 6-3, 6-2       | Katrina Adams Manon Bollegraf               | Nicole Bradtke Tami Whitlinger            | Linda Wild Meredith McGrath Angélica Gavaldón Linda Ferrando          |
| 15 febbraio | Open Gaz de France 1993 Parigi, Francia Cemento (indoor) Singolare - Doppio               | Tier II   | Martina Navrátilová 6-3, 4-6, 7–6(3)       | Monica Seles                                | Conchita Martínez Jana Novotná            | Mary Pierce Karin Kschwendt Nathalie Tauziat Julie Halard             |
| 15 febbraio | Open Gaz de France 1993 Parigi, Francia Cemento (indoor) Singolare - Doppio               | Tier II   | Jana Novotná Andrea Strnadová 7-6, 6-2     | Jo Durie Catherine Suire                    | Conchita Martínez Jana Novotná            | Mary Pierce Karin Kschwendt Nathalie Tauziat Julie Halard             |
| 22 febbraio | Champions Cup and the Evert Cup 1993 Indian Wells, USA Cemento Singolare - Doppio         | Tier II   | Mary Joe Fernández 3-6, 6-1, 7–6(6)        | Amanda Coetzer                              | Helena Suková Stephanie Rottier           | Lindsay Davenport Magdalena Maleeva Nicole Bradtke Miriam Oremans     |
| 22 febbraio | Champions Cup and the Evert Cup 1993 Indian Wells, USA Cemento Singolare - Doppio         | Tier II   | Rennae Stubbs Helena Suková 6-3, 6-4       | Ann Grossman Patricia Hy                    | Helena Suková Stephanie Rottier           | Lindsay Davenport Magdalena Maleeva Nicole Bradtke Miriam Oremans     |
| 22 febbraio | Generali Ladies Linz 1993 Linz, Austria Cemento (indoor) Singolare - Doppio               | Tier III  | Manuela Maleeva-Fragniere 6-2, 1-0 rit.    | Conchita Martínez                           | Leila Meskhi Judith Wiesner               | Wiltrud Probst Natalia Baudone Kristie Boogert Pascale Paradis-Mangon |
| 22 febbraio | Generali Ladies Linz 1993 Linz, Austria Cemento (indoor) Singolare - Doppio               | Tier III  | Evgenija Manjukova Leila Meskhi Walkover   | Conchita Martínez Judith Wiesner            | Leila Meskhi Judith Wiesner               | Wiltrud Probst Natalia Baudone Kristie Boogert Pascale Paradis-Mangon |

## Marzo
| Settimana                            | Torneo                                                                                        | Categoria        | Vincitrici                                  | Finaliste                              | Semifinaliste                                          | Eliminate ai quarti                                                                                                   |
| ------------------------------------ | --------------------------------------------------------------------------------------------- | ---------------- | ------------------------------------------- | -------------------------------------- | ------------------------------------------------------ | --- |
| 1º marzo                             | Virginia Slims of Florida 1993 Delray Beach, Florida, USA Cemento Singolare - Doppio          | Tier II          | Steffi Graf 6-4, 6-3                        | Arantxa Sánchez Vicario                | Anke Huber Amanda Coetzer                              | Zina Garrison Mary Joe Fernández Lindsay Davenport Barbara Rittner                                                    |
| 1º marzo                             | Virginia Slims of Florida 1993 Delray Beach, Florida, USA Cemento Singolare - Doppio          | Tier II          | Gigi Fernández Nataša Zvereva 6-2, 6-2      | Larisa Neiland Jana Novotná            | Anke Huber Amanda Coetzer                              | Zina Garrison Mary Joe Fernández Lindsay Davenport Barbara Rittner                                                    |
|                                      | Champions Cup and the Evert Cup 1993 Indian Wells, California, USA Cemento Singolare - Doppio | Tier II          | Mary Joe Fernández 3-6, 6-1, 7-6            | Amanda Coetzer                         | Stephanie Rottier Helena Sukova                        | Nicole Bradtke Lindsay Davenport Magdalena Maleeva Miriam Oremans                                                     |
| Rennae Stubbs Helena Suková 6-3, 6-4 | Champions Cup and the Evert Cup 1993 Indian Wells, California, USA Cemento Singolare - Doppio | Tier II          | Ann Wunderlich Patricia Hy-Boulais          |                                        | Stephanie Rottier Helena Sukova                        | Nicole Bradtke Lindsay Davenport Magdalena Maleeva Miriam Oremans                                                     |
| 8 marzo                              | Miami Open 1993 Miami, USA Cemento Singolare - Doppio                                         | Tier I           | Arantxa Sánchez Vicario 6-4, 3-6, 6-3       | Steffi Graf                            | Gabriela Sabatini Kimiko Date                          | Nathalie Tauziat Jana Novotná Mary Joe Fernández Leila Meskhi                                                         |
| 8 marzo                              | Miami Open 1993 Miami, USA Cemento Singolare - Doppio                                         | Tier I           | Larisa Neiland Jana Novotná 6-2, 7-5        | Jill Hetherington Kathy Rinaldi        | Gabriela Sabatini Kimiko Date                          | Nathalie Tauziat Jana Novotná Mary Joe Fernández Leila Meskhi                                                         |
| 22 marzo                             | Virginia Slims of Houston 1993 Houston, Texas, USA Terra Singolare - Doppio                   | Tier II          | Conchita Martínez 6-3, 6-2                  | Sabine Hack                            | Gabriela Sabatini Jana Novotná                         | Anna-Maria Cecchini Patricia Tarabini Radka Zrubáková Tatiana Ignatieva                                               |
| 22 marzo                             | Virginia Slims of Houston 1993 Houston, Texas, USA Terra Singolare - Doppio                   | Tier II          | Katrina Adams Manon Bollegraf 6-3, 5-7, 7-6 | Evgenija Manjukova Radka Zrubáková     | Gabriela Sabatini Jana Novotná                         | Anna-Maria Cecchini Patricia Tarabini Radka Zrubáková Tatiana Ignatieva                                               |
| 25 marzo                             | World Doubles Championships 1993 Wesley Chapel, USA 175 000 $ - Terra rossa - 8D Doppio       | Torneo fine anno | Gigi Fernández Nataša Zvereva 7-5, 6-3      | Larisa Neiland Arantxa Sánchez Vicario | Lori McNeil Rennae Stubbs Pam Shriver Elizabeth Smylie | Tracy Austin Elna Reinach Rosalyn Fairbank Patty Fendick Jill Hetherington Kathy Rinaldi Sandy Collins Stephanie Rehe |
| 29 marzo                             | Family Circle Cup 1993 Hilton Head, USA Terra verde Singolare - Doppio                        | Tier I           | Steffi Graf 7-6, 6-1                        | Arantxa Sánchez Vicario                | Gabriela Sabatini Jennifer Capriati                    | Chanda Rubin Katerina Maleeva Amanda Coetzer Sabine Hack                                                              |
| 29 marzo                             | Family Circle Cup 1993 Hilton Head, USA Terra verde Singolare - Doppio                        | Tier I           | Gigi Fernández Nataša Zvereva 6-3, 6-1      | Katrina Adams Manon Bollegraf          | Gabriela Sabatini Jennifer Capriati                    | Chanda Rubin Katerina Maleeva Amanda Coetzer Sabine Hack                                                              |

## Aprile
| Settimana | Torneo                                                                               | Categoria | Vincitrici                                              | Finaliste                                   | Semifinaliste                            | Eliminate ai quarti                                                          |
| --------- | ------------------------------------------------------------------------------------ | --------- | ------------------------------------------------------- | ------------------------------------------- | ---------------------------------------- | ---------------------------------------------------------------------------- |
| 5 aprile  | Bausch & Lomb Championships 1993 Amelia Island, USA Terra verde Singolare - Doppio   | Tier II   | Arantxa Sánchez Vicario 6-2, 5-7, 6-2                   | Gabriela Sabatini                           | Manuela Maleeva-Fragniere Amanda Coetzer | Shaun Stafford Nataša Zvereva Jennifer Capriati Leila Meskhi                 |
| 5 aprile  | Bausch & Lomb Championships 1993 Amelia Island, USA Terra verde Singolare - Doppio   | Tier II   | Manuela Maleeva-Fragniere Leila Meskhi 3-6, 6-3, 6-4    | Amanda Coetzer Inés Gorrochategui           | Manuela Maleeva-Fragniere Amanda Coetzer | Shaun Stafford Nataša Zvereva Jennifer Capriati Leila Meskhi                 |
| 5 aprile  | Japan Open Tennis Championships 1993 Tokyo, Giappone Cemento Singolare - Doppio      | Tier III  | Kimiko Date 6-1, 6-3                                    | Stephanie Rottier                           | Nicole Bradtke Mana Endō                 | Miriam Oremans Pam Shriver Michelle Jaggard-Lai Patty Fendick                |
| 5 aprile  | Japan Open Tennis Championships 1993 Tokyo, Giappone Cemento Singolare - Doppio      | Tier III  | Ei Iida Maya Kidowaki 6-2, 4-6, 6-4                     | Li Fang Kyōko Nagatsuka                     | Nicole Bradtke Mana Endō                 | Miriam Oremans Pam Shriver Michelle Jaggard-Lai Patty Fendick                |
| 12 aprile | Pattaya Women's Open 1993 Pattaya, Thailandia Cemento Singolare - Doppio             | Tier IV   | Yayuk Basuki 6-3, 6-1                                   | Marianne Werdel                             | Patty Fendick Stephanie Rottier          | Helen Kelesi Wiltrud Probst Nicole Arendt Sandrine Testud                    |
| 12 aprile | Pattaya Women's Open 1993 Pattaya, Thailandia Cemento Singolare - Doppio             | Tier IV   | Cammy MacGregor Catherine Suire 6–3, 7–6(3)             | Patty Fendick Meredith McGrath              | Patty Fendick Stephanie Rottier          | Helen Kelesi Wiltrud Probst Nicole Arendt Sandrine Testud                    |
| 19 aprile | Malaysian Women's Open 1993 Kuala Lumpur, Malaysia Cemento indoor Singolare - Doppio | Tier IV   | Nicole Bradtke 6-3, 6-2                                 | Ann Grossman                                | Patty Fendick Stephanie Rottier          | Pascale Paradis-Mangon Romana Tedjakusuma Yayuk Basuki Helen Kelesi          |
| 19 aprile | Malaysian Women's Open 1993 Kuala Lumpur, Malaysia Cemento indoor Singolare - Doppio | Tier IV   | Patty Fendick Meredith McGrath 6–4, 7–6(2)              | Nicole Arendt Kristine Kunce                | Patty Fendick Stephanie Rottier          | Pascale Paradis-Mangon Romana Tedjakusuma Yayuk Basuki Helen Kelesi          |
| 20 aprile | Barcelona Ladies Open 1993 Barcellona, Spagna Terra Singolare - Doppio               | Tier II   | Arantxa Sánchez Vicario 6-1, 6-4                        | Conchita Martínez                           | Amanda Coetzer Sabine Hack               | Mary Pierce Magdalena Maleeva Federica Bonsignori Laura Golarsa              |
| 20 aprile | Barcelona Ladies Open 1993 Barcellona, Spagna Terra Singolare - Doppio               | Tier II   | Conchita Martínez Arantxa Sánchez Vicario 4-6, 6-1, 6-0 | Magdalena Maleeva Manuela Maleeva-Fragniere | Amanda Coetzer Sabine Hack               | Mary Pierce Magdalena Maleeva Federica Bonsignori Laura Golarsa              |
| 26 aprile | Indonesia Open 1993 Giacarta, Indonesia Singolare - Doppio                           | Tier IV   | Yayuk Basuki 6-4, 6-4                                   | Ann Grossman                                | Nicole Arendt Michelle Jaggard-Lai       | Kristie Boogert Linda Niemantsverdriet Kristin Godridge Katarina Studenikova |
| 26 aprile | Indonesia Open 1993 Giacarta, Indonesia Singolare - Doppio                           | Tier IV   | Nicole Arendt Kristine Kunce 6-3, 6-4                   | Amy De Lone Erika De Lone                   | Nicole Arendt Michelle Jaggard-Lai       | Kristie Boogert Linda Niemantsverdriet Kristin Godridge Katarina Studenikova |
| 26 aprile | Citizen Cup 1993 Amburgo, Germania Terra rossa Singolare - Doppio                    | Tier II   | Arantxa Sánchez Vicario 6-3, 6-3                        | Steffi Graf                                 | Magdalena Maleeva Jana Novotná           | Monica Seles Manuela Maleeva-Fragniere Anke Huber Katerina Maleeva           |
| 26 aprile | Citizen Cup 1993 Amburgo, Germania Terra rossa Singolare - Doppio                    | Tier II   | Steffi Graf Rennae Stubbs 6-4, 7-6                      | Larisa Neiland Jana Novotná                 | Magdalena Maleeva Jana Novotná           | Monica Seles Manuela Maleeva-Fragniere Anke Huber Katerina Maleeva           |
| 27 aprile | Taranto Open 1993 Taranto, Italia Terra rossa Singolare - Doppio                     | Tier IV   | Brenda Schultz 7-6, 6-2                                 | Debbie Graham                               | Linda Ferrando Alexandra Fusai           | Francesca Romano Silvia Farina Nadine Ercegovic Anna-Maria Cecchini          |
| 27 aprile | Taranto Open 1993 Taranto, Italia Terra rossa Singolare - Doppio                     | Tier IV   | Debbie Graham Brenda Schultz 6-0, 6-4                   | Petra Langrová Mercedes Paz                 | Linda Ferrando Alexandra Fusai           | Francesca Romano Silvia Farina Nadine Ercegovic Anna-Maria Cecchini          |

## Maggio
| Settimana             | Torneo                                                                      | Categoria   | Vincitrici                                     | Finaliste                         | Semifinaliste                              | Eliminate ai quarti                                                          |
| --------------------- | --------------------------------------------------------------------------- | ----------- | ---------------------------------------------- | --------------------------------- | ------------------------------------------ | ---------------------------------------------------------------------------- |
| 3 maggio              | Internazionali d'Italia 1993 Roma, Italia Singolare - Doppio                | Tier I      | Conchita Martínez 7-5, 6-1                     | Gabriela Sabatini                 | Arantxa Sánchez Vicario Mary Joe Fernández | Jennifer Capriati Maria Francesca Bentivoglio Anke Huber Martina Navrátilová |
| 3 maggio              | Internazionali d'Italia 1993 Roma, Italia Singolare - Doppio                | Tier I      | Jana Novotná Arantxa Sánchez Vicario 6-4, 6-2  | Mary Joe Fernández Zina Garrison  | Arantxa Sánchez Vicario Mary Joe Fernández | Jennifer Capriati Maria Francesca Bentivoglio Anke Huber Martina Navrátilová |
| 3 maggio              | Belgian Open 1993 Liegi, Belgio Terra rossa Singolare - Doppio              | Tier IV     | Radka Bobková 6-3, 4-6, 6-2                    | Karin Kschwendt                   | Catherine Mothes-Jobkel Alexandra Fusai    | Katarzyna Nowak Cecilia Dahlman Elena Brjuchovec Virginia Ruano Pascual      |
| 3 maggio              | Belgian Open 1993 Liegi, Belgio Terra rossa Singolare - Doppio              | Tier IV     | Radka Bobková María José Gaidano 6-4, 2-6, 7-6 | Ann Devries Dominique Monami      | Catherine Mothes-Jobkel Alexandra Fusai    | Katarzyna Nowak Cecilia Dahlman Elena Brjuchovec Virginia Ruano Pascual      |
| 10 maggio             | WTA German Open 1993 Berlino, Germania Singolare - Doppio                   | Tier I      | Steffi Graf 7-6, 2-6, 6-4                      | Gabriela Sabatini                 | Mary Joe Fernández Conchita Martínez       | Magdalena Maleeva Nathalie Tauziat Brenda Schultz Anke Huber                 |
| 10 maggio             | WTA German Open 1993 Berlino, Germania Singolare - Doppio                   | Tier I      | Gigi Fernández Nataša Zvereva 6-1, 6-3         | Debbie Graham Brenda Schultz      | Mary Joe Fernández Conchita Martínez       | Magdalena Maleeva Nathalie Tauziat Brenda Schultz Anke Huber                 |
| 17 maggio             | WTA Swiss Open 1993 Lucerna, Svizzera Terra Singolare - Doppio              | Tier III    | Lindsay Davenport 6-1, 4-6, 6-2                | Nicole Bradtke                    | Linda Ferrando Sabine Hack                 | Manuela Maleeva-Fragniere Claudia Porwik Caroline Kuhlman Helena Suková      |
| 17 maggio             | WTA Swiss Open 1993 Lucerna, Svizzera Terra Singolare - Doppio              | Tier III    | Mary Joe Fernández Helena Suková 6-2, 6-4      | Lindsay Davenport Marianne Werdel | Linda Ferrando Sabine Hack                 | Manuela Maleeva-Fragniere Claudia Porwik Caroline Kuhlman Helena Suková      |
| 17 maggio             | Internationaux de Strasbourg 1993 Strasburgo, Francia Singolare - Doppio    | Tier III    | Naoko Sawamatsu 4-6, 6-1, 6-3                  | Judith Wiesner                    | Jana Novotná Sandrine Testud               | Florencia Labat Ginger Helgeson Mana Endō Pascale Paradis-Mangon             |
| 17 maggio             | Internationaux de Strasbourg 1993 Strasburgo, Francia Singolare - Doppio    | Tier III    | Shaun Stafford Andrea Temesvári 6-7, 6-3, 6-4  | Jill Hetherington Kathy Rinaldi   | Jana Novotná Sandrine Testud               | Florencia Labat Ginger Helgeson Mana Endō Pascale Paradis-Mangon             |
| 24 maggio 2 settimane | Open di Francia 1993 Parigi, Francia Terra rossa Singolare - Doppio - Misto | Grande Slam | Steffi Graf 4-6, 6-2, 6-4                      | Mary Joe Fernández                | Anke Huber Arantxa Sánchez Vicario         | Jennifer Capriati Conchita Martínez Gabriela Sabatini Jana Novotná           |
| 24 maggio 2 settimane | Open di Francia 1993 Parigi, Francia Terra rossa Singolare - Doppio - Misto | Grande Slam | Gigi Fernández Nataša Zvereva 6-3, 7-5         | Larisa Neiland Jana Novotná       | Anke Huber Arantxa Sánchez Vicario         | Jennifer Capriati Conchita Martínez Gabriela Sabatini Jana Novotná           |

## Giugno
| Settimana             | Torneo                                                                                    | Categoria   | Vincitrici                                  | Finaliste                    | Semifinaliste                         | Eliminate ai quarti                                              |
| --------------------- | ----------------------------------------------------------------------------------------- | ----------- | ------------------------------------------- | ---------------------------- | ------------------------------------- | ---------------------------------------------------------------- |
| 7 giugno              | DFS Classic 1993 Birmingham, Gran Bretagna Erba Singolare - Doppio                        | Tier III    | Lori McNeil 6-4, 2-6, 6-3                   | Zina Garrison                | Larisa Neiland Chanda Rubin           | Kristine Kunce Nathalie Tauziat Pam Shriver Laura Golarsa        |
| 7 giugno              | DFS Classic 1993 Birmingham, Gran Bretagna Erba Singolare - Doppio                        | Tier III    | Lori McNeil Martina Navrátilová 6-3, 6-4    | Pam Shriver Elizabeth Smylie | Larisa Neiland Chanda Rubin           | Kristine Kunce Nathalie Tauziat Pam Shriver Laura Golarsa        |
| 14 giugno             | International Women's Open 1993 Eastbourne, Gran Bretagna Erba Singolare - Doppio         | Tier II     | Martina Navrátilová 2-6, 6-2, 6-3           | Miriam Oremans               | Patty Fendick Lori McNeil             | Gigi Fernández Ginger Helgeson Helena Suková Nathalie Tauziat    |
| 14 giugno             | International Women's Open 1993 Eastbourne, Gran Bretagna Erba Singolare - Doppio         | Tier II     | Gigi Fernández Nataša Zvereva 2-6, 7-5, 6-1 | Larisa Neiland Jana Novotná  | Patty Fendick Lori McNeil             | Gigi Fernández Ginger Helgeson Helena Suková Nathalie Tauziat    |
| 21 giugno 2 settimane | Torneo di Wimbledon 1993 Wimbledon, Londra, Gran Bretagna Erba Singolare - Doppio - Misto | Grande Slam | Steffi Graf 7-6, 1-6, 6-4                   | Jana Novotná                 | Conchita Martínez Martina Navrátilová | Jennifer Capriati Helena Suková Gabriela Sabatini Nataša Zvereva |
| 21 giugno 2 settimane | Torneo di Wimbledon 1993 Wimbledon, Londra, Gran Bretagna Erba Singolare - Doppio - Misto | Grande Slam | Gigi Fernández Nataša Zvereva 6-4, 6-7, 6-4 | Larisa Neiland Jana Novotná  | Conchita Martínez Martina Navrátilová | Jennifer Capriati Helena Suková Gabriela Sabatini Nataša Zvereva |

## Luglio
| Settimana | Torneo                                                                                        | Categoria | Vincitrici                                     | Finaliste                              | Semifinaliste                               | Eliminate ai quarti                                                              |
| --------- | --------------------------------------------------------------------------------------------- | --------- | ---------------------------------------------- | -------------------------------------- | ------------------------------------------- | -------------------------------------------------------------------------------- |
| 6 luglio  | Internazionali Femminili di Palermo 1993 Palermo, Italia Terra rossa Singolare - Doppio       | Tier IV   | Radka Bobková 6-3, 6-2                         | Mary Pierce                            | Anna-Maria Cecchini Patricia Tarabini       | Dominique Monami Marzia Grossi Irina Spîrlea Emanuela Zardo                      |
| 6 luglio  | Internazionali Femminili di Palermo 1993 Palermo, Italia Terra rossa Singolare - Doppio       | Tier IV   | Karin Kschwendt Natalija Medvedjeva 6-4, 7-6   | Silvia Farina Brenda Schultz           | Anna-Maria Cecchini Patricia Tarabini       | Dominique Monami Marzia Grossi Irina Spîrlea Emanuela Zardo                      |
| 12 luglio | WTA Austrian Open 1993 Kitzbühel, Austria Singolare - Doppio                                  | Tier III  | Anke Huber 6-4, 6-1                            | Judith Wiesner                         | Sabine Hack Emanuela Zardo                  | Virginia Ruano Pascual Florencia Labat Barbara Schett Mary Pierce                |
| 12 luglio | WTA Austrian Open 1993 Kitzbühel, Austria Singolare - Doppio                                  | Tier III  | Li Fang Dominique Monami 6-2, 6-1              | Maja Murić Pavlina Rajzlova            | Sabine Hack Emanuela Zardo                  | Virginia Ruano Pascual Florencia Labat Barbara Schett Mary Pierce                |
| 13 luglio | Prague Open 1993 Praga, Repubblica Ceca Terra Singolare - Doppio                              | Tier IV   | Natalija Medvedjeva 6-3, 6-2                   | Meike Babel                            | Nicole Krijger-Jagerman Patricia Tarabini   | Inés Gorrochategui Andrea Strnadová Helen Kelesi Linda Ferrando                  |
| 13 luglio | Prague Open 1993 Praga, Repubblica Ceca Terra Singolare - Doppio                              | Tier IV   | Inés Gorrochategui Patricia Tarabini 6-2, 6-1  | Laura Golarsa Caroline Vis             | Nicole Krijger-Jagerman Patricia Tarabini   | Inés Gorrochategui Andrea Strnadová Helen Kelesi Linda Ferrando                  |
| 26 luglio | Puerto Rico Open 1993 San Juan, Porto Rico Cemento Singolare - Doppio                         | Tier IV   | Linda Wild 6-3, 5-7, 6-3                       | Ann Grossman                           | Angélica Gavaldón Debbie Graham             | Rossana de los Ríos Laura Golarsa Audra Keller Cătălina Cristea                  |
| 26 luglio | Puerto Rico Open 1993 San Juan, Porto Rico Cemento Singolare - Doppio                         | Tier IV   | Debbie Graham Ann Grossman 5-7, 7-5, 7-5       | Gigi Fernández Rennae Stubbs           | Angélica Gavaldón Debbie Graham             | Rossana de los Ríos Laura Golarsa Audra Keller Cătălina Cristea                  |
| 26 luglio | Internazionali di Tennis di San Marino 1993 San Marino, San Marino Terra Singolare - Doppio   | Tier IV   | Marzia Grossi 3-6, 7-5, 6-1                    | Barbara Rittner                        | Joannette Kruger Meike Babel                | Maria Francesca Bentivoglio Sandra Wasserman Florencia Labat Anna-Maria Cecchini |
| 26 luglio | Internazionali di Tennis di San Marino 1993 San Marino, San Marino Terra Singolare - Doppio   | Tier IV   | Anna-Maria Cecchini Patricia Tarabini 6-3, 6-2 | Florencia Labat Barbara Rittner        | Joannette Kruger Meike Babel                | Maria Francesca Bentivoglio Sandra Wasserman Florencia Labat Anna-Maria Cecchini |
| 26 luglio | U.S. Women's Hard Court Championships 1993 Stratton Mountain, Vermont, USA Singolare - Doppio | Tier II   | Conchita Martínez 6-3, 6-2                     | Zina Garrison                          | Manuela Maleeva-Fragniere Beate Reinstadler | Jolene Watanabe Tami Whitlinger Helena Suková Claudia Porwik                     |
| 26 luglio | U.S. Women's Hard Court Championships 1993 Stratton Mountain, Vermont, USA Singolare - Doppio | Tier II   | Elizabeth Smylie Helena Suková 6-1, 6-2        | Manuela Maleeva-Fragniere Mercedes Paz | Manuela Maleeva-Fragniere Beate Reinstadler | Jolene Watanabe Tami Whitlinger Helena Suková Claudia Porwik                     |

## Agosto
| Settimana             | Torneo                                                                              | Categoria   | Vincitrici                                     | Finaliste                             | Semifinaliste                                     | Eliminate ai quarti                                           |
| --------------------- | ----------------------------------------------------------------------------------- | ----------- | ---------------------------------------------- | ------------------------------------- | ------------------------------------------------- | ------------------------------------------------------------- |
| 1º agosto             | San Diego Open 1993 San Diego, Stati Uniti Cemento Singolare - Doppio               | Tier II     | Steffi Graf 6-4, 4-6, 6-1                      | Arantxa Sánchez Vicario               | Conchita Martínez Marketa Kochta                  | Mary Pierce Magdalena Maleeva Elena Lichovceva Ann Grossman   |
| 1º agosto             | San Diego Open 1993 San Diego, Stati Uniti Cemento Singolare - Doppio               | Tier II     | Gigi Fernández Helena Suková 6-4, 6-3          | Pam Shriver Elizabeth Smylie          | Conchita Martínez Marketa Kochta                  | Mary Pierce Magdalena Maleeva Elena Lichovceva Ann Grossman   |
| 9 agosto              | East West Bank Classic 1993 Manhattan Beach, Stati Uniti Cemento Singolare - Doppio | Tier II     | Martina Navrátilová 7-5, 7-6                   | Arantxa Sánchez Vicario               | Lori McNeil Gabriela Sabatini                     | Zina Garrison Magdalena Maleeva Kimberly Po Amanda Coetzer    |
| 9 agosto              | East West Bank Classic 1993 Manhattan Beach, Stati Uniti Cemento Singolare - Doppio | Tier II     | Arantxa Sánchez Vicario Helena Suková 7-6, 6-3 | Gigi Fernández Nataša Zvereva         | Lori McNeil Gabriela Sabatini                     | Zina Garrison Magdalena Maleeva Kimberly Po Amanda Coetzer    |
| 16 agosto             | Canada Open 1993 Toronto, Canada Cemento Singolare - Doppio                         | Tier I      | Steffi Graf 6-1, 0-6, 6-3                      | Jennifer Capriati                     | Manuela Maleeva-Fragniere Arantxa Sánchez Vicario | Nathalie Tauziat Mary Joe Fernández Julie Halard Anke Huber   |
| 16 agosto             | Canada Open 1993 Toronto, Canada Cemento Singolare - Doppio                         | Tier I      | Larisa Neiland Jana Novotná 6-1, 6-2           | Arantxa Sánchez Vicario Helena Suková | Manuela Maleeva-Fragniere Arantxa Sánchez Vicario | Nathalie Tauziat Mary Joe Fernández Julie Halard Anke Huber   |
| 23 agosto             | Schenectady Open 1993 Schenectady, New York, USA Cemento Singolare - Doppio         | Tier III    | Larisa Neiland 6-3, 7-5                        | Natalija Medvedjeva                   | Nathalie Tauziat Meike Babel                      | Ginger Helgeson Judith Wiesner Leila Meskhi Åsa Svensson      |
| 23 agosto             | Schenectady Open 1993 Schenectady, New York, USA Cemento Singolare - Doppio         | Tier III    | Rachel McQuillan Claudia Porwik 4-6, 6-4, 6-2  | Florencia Labat Barbara Rittner       | Nathalie Tauziat Meike Babel                      | Ginger Helgeson Judith Wiesner Leila Meskhi Åsa Svensson      |
| 30 agosto 2 settimane | US Open 1993 Flushing Meadows, New York, USA Cemento Singolare - Doppio - Misto     | Grande Slam | Steffi Graf 6-3, 6-3                           | Helena Suková                         | Manuela Maleeva-Fragniere Arantxa Sánchez Vicario | Gabriela Sabatini Kimiko Date Katerina Maleeva Nataša Zvereva |
| 30 agosto 2 settimane | US Open 1993 Flushing Meadows, New York, USA Cemento Singolare - Doppio - Misto     | Grande Slam | Arantxa Sánchez Vicario Helena Suková 6-4, 6-2 | Amanda Coetzer Inés Gorrochategui     | Manuela Maleeva-Fragniere Arantxa Sánchez Vicario | Gabriela Sabatini Kimiko Date Katerina Maleeva Nataša Zvereva |

## Settembre
| Settimana    | Torneo                                                                      | Categoria | Vincitrici                                     | Finaliste                     | Semifinaliste                        | Eliminate ai quarti                                             |
| ------------ | --------------------------------------------------------------------------- | --------- | ---------------------------------------------- | ----------------------------- | ------------------------------------ | --------------------------------------------------------------- |
| 13 settembre | Hong Kong Open 1993 Hong Kong, Hong Kong Cemento Singolare - Doppio         | Tier IV   | Wang Shi-ting 6-4, 3-6, 7-5                    | Marianne Werdel               | Patricia Hy Caroline Kuhlman         | Erika De Lone Michelle Jaggard-Lai Debbie Graham Kristine Kunce |
| 13 settembre | Hong Kong Open 1993 Hong Kong, Hong Kong Cemento Singolare - Doppio         | Tier IV   | Karin Kschwendt Rachel McQuillan 1-6, 7-6, 6-2 | Debbie Graham Marianne Werdel | Patricia Hy Caroline Kuhlman         | Erika De Lone Michelle Jaggard-Lai Debbie Graham Kristine Kunce |
| 21 settembre | Nichirei International Open 1993 Tokyo, Giappone Cemento Singolare - Doppio | Tier II   | Amanda Coetzer 6-3, 6-2                        | Kimiko Date                   | Arantxa Sánchez Vicario Julie Halard | Amy Frazier Laura Arraya Lindsay Davenport Marianne Werdel      |
| 21 settembre | Nichirei International Open 1993 Tokyo, Giappone Cemento Singolare - Doppio | Tier II   | Lisa Raymond Chanda Rubin 6-4, 6-1             | Amanda Coetzer Linda Wild     | Arantxa Sánchez Vicario Julie Halard | Amy Frazier Laura Arraya Lindsay Davenport Marianne Werdel      |
| 27 settembre | Sparkassen Cup 1993 Lipsia, Germania Sintetico indoor Singolare - Doppio    | Tier II   | Steffi Graf 6-2, 6-0                           | Jana Novotná                  | Judith Wiesner Conchita Martínez     | Nataša Zvereva Barbara Rittner Magdalena Maleeva Patty Fendick  |
| 27 settembre | Sparkassen Cup 1993 Lipsia, Germania Sintetico indoor Singolare - Doppio    | Tier II   | Gigi Fernández Nataša Zvereva 6-3, 6-2         | Larisa Neiland Jana Novotná   | Judith Wiesner Conchita Martínez     | Nataša Zvereva Barbara Rittner Magdalena Maleeva Patty Fendick  |
| 28 settembre | Sapporo Open 1993 Sapporo, Giappone Sintetico indoor Singolare - Doppio     | Tier IV   | Linda Wild 6-4, 6-3                            | Irina Spîrlea                 | Noëlle van Lottum Lisa Raymond       | Mana Endō Shaun Stafford Yone Kamio Dominique Monami            |
| 28 settembre | Sapporo Open 1993 Sapporo, Giappone Sintetico indoor Singolare - Doppio     | Tier IV   | Yayuk Basuki Nana Miyagi 6-4, 6-2              | Yone Kamio Naoko Kijimuta     | Noëlle van Lottum Lisa Raymond       | Mana Endō Shaun Stafford Yone Kamio Dominique Monami            |

## Ottobre
| Settimana  | Torneo                                                                                    | Categoria | Vincitrici                                      | Finaliste                             | Semifinaliste                            | Eliminate ai quarti                                                       |
| ---------- | ----------------------------------------------------------------------------------------- | --------- | ----------------------------------------------- | ------------------------------------- | ---------------------------------------- | ------------------------------------------------------------------------- |
| 4 ottobre  | Open di Zurigo 1993 Zurigo, Svizzera Sintetico indoor Singolare - Doppio                  | Tier I    | Manuela Maleeva-Fragniere 6-3, 7-6              | Martina Navrátilová                   | Magdalena Maleeva Stephanie Rottier      | Miriam Oremans Nathalie Tauziat Nataša Zvereva Sandra Cacic               |
| 4 ottobre  | Open di Zurigo 1993 Zurigo, Svizzera Sintetico indoor Singolare - Doppio                  | Tier I    | Zina Garrison Martina Navrátilová 6-3, 5-7, 6-3 | Gigi Fernández Nataša Zvereva         | Magdalena Maleeva Stephanie Rottier      | Miriam Oremans Nathalie Tauziat Nataša Zvereva Sandra Cacic               |
| 4 ottobre  | Taiwan Open 1993 Taipei, Taiwan Cemento Singolare - Doppio                                | Tier IV   | Wang Shi-ting 6-1, 7-6                          | Linda Wild                            | Shaun Stafford Cătălina Cristea          | Alexandra Fusai Danielle Jones Kristin Godridge Karin Kschwendt           |
| 4 ottobre  | Taiwan Open 1993 Taipei, Taiwan Cemento Singolare - Doppio                                | Tier IV   | Yayuk Basuki Nana Miyagi 6-4, 6-2               | Jo-Anne Faull Kristine Kunce          | Shaun Stafford Cătălina Cristea          | Alexandra Fusai Danielle Jones Kristin Godridge Karin Kschwendt           |
| 11 ottobre | Montpellier Open 1993 Montpellier, Francia Singolare - Doppio                             | Tier IV   | Elena Lichovceva 6-3, 6-4                       | Dominique Monami                      | Janette Husárová Sabine Appelmans        | Els Callens Karine Quentrec Meredith McGrath Barbara Schett               |
| 11 ottobre | Montpellier Open 1993 Montpellier, Francia Singolare - Doppio                             | Tier IV   | Meredith McGrath Claudia Porwik 6-4, 6-2        | Janette Husárová Dominique Monami     | Janette Husárová Sabine Appelmans        | Els Callens Karine Quentrec Meredith McGrath Barbara Schett               |
| 11 ottobre | Porsche Tennis Grand Prix 1993 Filderstadt, Germania Cemento (indoor) Singolare - Doppio  | Tier II   | Mary Pierce 6-3, 6-3                            | Nataša Zvereva                        | Nathalie Tauziat Zina Garrison           | Martina Navrátilová Natalija Medvedjeva Barbara Rittner Conchita Martínez |
| 11 ottobre | Porsche Tennis Grand Prix 1993 Filderstadt, Germania Cemento (indoor) Singolare - Doppio  | Tier II   | Gigi Fernández Nataša Zvereva 7–6(6), 6–4       | Patty Fendick Martina Navrátilová     | Nathalie Tauziat Zina Garrison           | Martina Navrátilová Natalija Medvedjeva Barbara Rittner Conchita Martínez |
| 18 ottobre | Budapest Grand Prix Indoor 1993 Budapest, Ungheria Sintetico (indoor) Singolare - Doppio  | Tier III  | Zina Garrison 7-5, 6-2                          | Sabine Appelmans                      | Julie Halard Katarina Studenikova        | Inés Gorrochategui Nanne Dahlman Laurence Courtois Judith Wiesner         |
| 18 ottobre | Budapest Grand Prix Indoor 1993 Budapest, Ungheria Sintetico (indoor) Singolare - Doppio  | Tier III  | Inés Gorrochategui Caroline Vis 6-1, 6-3        | Anna-Maria Cecchini Patricia Tarabini | Julie Halard Katarina Studenikova        | Inés Gorrochategui Nanne Dahlman Laurence Courtois Judith Wiesner         |
| 18 ottobre | Brighton International 1993 Brighton, Gran Bretagna Sintetico (indoor) Singolare - Doppio | Tier II   | Jana Novotná 6-2, 6-4                           | Anke Huber                            | Patty Fendick Mary Pierce                | Elna Reinach Katerina Maleeva Clare Wood Christina Singer                 |
| 18 ottobre | Brighton International 1993 Brighton, Gran Bretagna Sintetico (indoor) Singolare - Doppio | Tier II   | Laura Golarsa Natalija Medvedjeva 6-3, 1-6, 6-4 | Anke Huber Larisa Neiland             | Patty Fendick Mary Pierce                | Elna Reinach Katerina Maleeva Clare Wood Christina Singer                 |
| 25 ottobre | Brasil Open 1993 Curitiba, Brasile Terra Singolare - Doppio                               | Tier IV   | Sabine Hack 6-2, 6-0                            | Florencia Labat                       | Ruxandra Dragomir Irina Spîrlea          | Maja Zivec-Skulj Paola Suárez Nadine Ercegovic Eva Jimenez-Sanz           |
| 25 ottobre | Brasil Open 1993 Curitiba, Brasile Terra Singolare - Doppio                               | Tier IV   | Sabine Hack Veronika Martinek 6-2, 7-6          | Claudia Chabalgoity Andrea Vieira     | Ruxandra Dragomir Irina Spîrlea          | Maja Zivec-Skulj Paola Suárez Nadine Ercegovic Eva Jimenez-Sanz           |
| 25 ottobre | Faber Grand Prix 1993 Essen, Germania Sintetico (indoor) Singolare - Doppio               | Tier II   | Natalija Medvedjeva 6-7, 7-5, 6-4               | Conchita Martínez                     | Arantxa Sánchez Vicario Sabine Appelmans | Mary Pierce Elna Reinach Manuela Maleeva-Fragniere Katerina Maleeva       |
| 25 ottobre | Faber Grand Prix 1993 Essen, Germania Sintetico (indoor) Singolare - Doppio               | Tier II   | Arantxa Sánchez Vicario Helena Suková 7-6, 6-2  | Wiltrud Probst Christina Singer       | Arantxa Sánchez Vicario Sabine Appelmans | Mary Pierce Elna Reinach Manuela Maleeva-Fragniere Katerina Maleeva       |

## Novembre
| Settimana   | Torneo                                                                                    | Categoria              | Vincitrici                                  | Finaliste                         | Semifinaliste                 | Eliminate ai quarti                                               |
| ----------- | ----------------------------------------------------------------------------------------- | ---------------------- | ------------------------------------------- | --------------------------------- | ----------------------------- | ----------------------------------------------------------------- |
| 1º novembre | Bell Challenge 1993 Québec, Canada Cemento (indoor) Singolare - Doppio                    | Tier III               | Nathalie Tauziat 6-4, 6-1                   | Katerina Maleeva                  | Patricia Hy Helen Kelesi      | Debbie Graham Angélica Gavaldón Linda Wild Nataša Zvereva         |
| 1º novembre | Bell Challenge 1993 Québec, Canada Cemento (indoor) Singolare - Doppio                    | Tier III               | Katrina Adams Manon Bollegraf 6-4, 6-4      | Katerina Maleeva Nathalie Tauziat | Patricia Hy Helen Kelesi      | Debbie Graham Angélica Gavaldón Linda Wild Nataša Zvereva         |
| 1º novembre | Bank of the West Classic 1993 Oakland, USA Cemento Singolare - Doppio                     | Tier II                | Martina Navrátilová 6-2, 7-6                | Zina Garrison                     | Lindsay Davenport Lori McNeil | Iva Majoli Caroline Kuhlman Ann Grossman Mary Joe Fernández       |
| 1º novembre | Bank of the West Classic 1993 Oakland, USA Cemento Singolare - Doppio                     | Tier II                | Patty Fendick Meredith McGrath 6-2, 6-0     | Amanda Coetzer Inés Gorrochategui | Lindsay Davenport Lori McNeil | Iva Majoli Caroline Kuhlman Ann Grossman Mary Joe Fernández       |
| 8 novembre  | Advanta Championships Philadelphia 1993 Filadelfia, USA Cemento indoor Singolare - Doppio | Tier I                 | Conchita Martínez 6-3, 6-3                  | Steffi Graf                       | Kimberly Po Amy Frazier       | Amanda Coetzer Zina Garrison Gabriela Sabatini Nataša Zvereva     |
| 8 novembre  | Advanta Championships Philadelphia 1993 Filadelfia, USA Cemento indoor Singolare - Doppio | Tier I                 | Katrina Adams Manon Bollegraf 6-2, 4-6, 7-6 | Conchita Martínez Larisa Neiland  | Kimberly Po Amy Frazier       | Amanda Coetzer Zina Garrison Gabriela Sabatini Nataša Zvereva     |
| 15 novembre | WTA Tour Championships 1993 New York, USA Sintetico indoor Singolare - Doppio             | WTA Tour Championships | Steffi Graf 6-1, 6-4, 3-6, 6-1              | Arantxa Sánchez Vicario           | Anke Huber Mary Pierce        | Amanda Coetzer Conchita Martínez Martina Navrátilová Jana Novotná |
| 15 novembre | WTA Tour Championships 1993 New York, USA Sintetico indoor Singolare - Doppio             | WTA Tour Championships | Gigi Fernández Nataša Zvereva 6-3, 7-5      | Larisa Neiland Jana Novotná       | Anke Huber Mary Pierce        | Amanda Coetzer Conchita Martínez Martina Navrátilová Jana Novotná |

## Dicembre
Nessun evento

## Ranking a fine anno
Nelle due tabelle sono presenti le prime dieci tenniste di entrambe le specialità a fine stagione.

### Singolare
| #   | Giocatrice              | Punti    | Rank. 1992 | / |
| 1.  | Steffi Graf             | 409.1743 | 2          | 1 |
| 2.  | Arantxa Sánchez Vicario | 243.5556 | 4          | 2 |
| 3.  | Martina Navrátilová     | 221.4989 | 5          | 2 |
| 4.  | Conchita Martínez       | 192.3314 | 8          | 4 |
| 5.  | Gabriela Sabatini       | 146.4048 | 3          | 2 |
| 6.  | Jana Novotná            | 145.1179 | 10         | 4 |
| 7.  | Mary Joe Fernández      | 138.2162 | 6          | 1 |
| 8.  | Monica Seles            | 133.5178 | 1          | 7 |
| 9.  | Jennifer Capriati       | 126.5625 | 7          | 2 |
| 10. | Anke Huber              | 124.5625 | 11         | 1 |

### Doppio
| #   | Giocatrice              | Punti    | Rank. 1992 | /       |
| 1.  | Gigi Fernández          | 390.4866 | 6          | 5       |
| 2.  | Helena Suková           | 372.8846 | 1          | 1       |
| 3.  | Natasha Zvereva         | 367.8698 | 2          | 1       |
| 4.  | Jana Novotná            | 306.9450 | 4          | Stabile |
| 5.  | Larisa Neiland          | 266.3064 | 5          | Stabile |
| 6.  | Arantxa Sánchez Vicario | 264.7767 | 3          | 3       |
| 7.  | Pam Shriver             | 196.8319 | 7          | Stabile |
| 8.  | Rennae Stubbs           | 196.8024 | 13         | 5       |
| 9.  | Elizabeth Smylie        | 181.9737 | 55         | 46      |
| 10. | Conchita Martínez       | 174.5000 | 8          | 2       |